# Robert Mandrou
Robert Mandrou (Parigi, 31 gennaio 1921 – Parigi, 25 marzo 1984) è stato uno storico francese.
Membro della scuola degli Annales e specialista in storia moderna, specialmente nella storia della Francia dell'età di Luigi XIV, Mandrou fu discepolo di Lucien Febvre.  Tra il 1954 e il 1962 fu anche segretario della rivista degli annali di storia economica e sociale. Insieme a Georges Duby fu uno dei promotori dello studio della storia delle mentalità.